# Enrique González Casín
Enrique González Casín, meglio noto come Quique (Valladolid, 16 maggio 1990), è un calciatore spagnolo, attaccante svincolato.

## Caratteristiche tecniche
È un centravanti.

## Carriera

### Club
Cresciuto nelle giovanili del Real Valladolid, squadra della sua città, con cui esordisce il 27 agosto 2010 in un match vinto 3-0 contro il Villarreal B. Nel 2011 i biancoviola lo mandano in prestito al Logroñés e nel 2013 lo cedono al Guadalajara, in Segunda División B, dove realizza 24 marcature in 38 presenze. Il 21 giugno 2014 firma un contratto quadriennale con l'Almería. Il 30 gennaio 2015 si trasferisce a titolo temporaneo al Racing Santander. A fine stagione torna all'Almería, con cui disputa due annate e realizza 31 gol in 81 partite. L'11 luglio 2017 viene ingaggiato dall'Osasuna che paga la clausola di 1,5 milioni di euro. Il 20 luglio 2018 firma un contratto quadriennale col Deportivo La Coruña, che lo acquista per 1,7 milioni di euro. Il 14 luglio 2019 viene ufficializzato il suo passaggio all'Eibar.

## Statistiche

### Presenze e reti nei club
Statistiche aggiornate al 18 luglio 2019.
| Stagione        | Squadra          | Campionato      | Campionato | Campionato | Coppe nazionali | Coppe nazionali | Coppe nazionali | Coppe continentali | Coppe continentali | Coppe continentali | Altre coppe | Altre coppe | Altre coppe | Totale | Totale | Totale |
| Stagione        | Squadra          | Comp            | Pres       | Reti       | Comp            | Pres            | Reti            | Comp               | Pres               | Reti               | Comp        | Pres        | Reti        | Pres   | Reti   |        |
| --------------- | ---------------- | --------------- | ---------- | ---------- | --------------- | --------------- | --------------- | ------------------ | ------------------ | ------------------ | ----------- | ----------- | ----------- | ------ | ------ | ------ |
| 2010-2011       | Real Valladolid  | SD              | 6          | 0          | CR              | 1               | 0               | -                  | -                  | -                  | -           | -           | -           | 7      | 0      |        |
| 2011-2012       | UD Logroñés      | SB              | 21         | 0          | CR              | 1               | 0               | -                  | -                  | -                  | -           | -           | -           | 22     | 0      |        |
| 2012-2013       | Real Valladolid  | PD              | 0          | 0          | CR              | 0               | 0               | -                  | -                  | -                  | -           | -           | -           | 0      | 0      |        |
| 2013-2014       | Guadalajara      | SB              | 38         | 24         | CR              | 1               | 0               | -                  | -                  | -                  | -           | -           | -           | 39     | 24     |        |
| 2014-gen. 2015  | Almería          | PD              | 3          | 0          | CR              | 3               | 1               | -                  | -                  | -                  | -           | -           | -           | 6      | 1      |        |
| gen.-giu. 2015  | Racing Santander | SD              | 19         | 4          | CR              | 0               | 0               | -                  | -                  | -                  | -           | -           | -           | 19     | 4      |        |
| 2015-2016       | Almería          | SD              | 40         | 15         | CR              | 1               | 1               | -                  | -                  | -                  |             | -           | -           | 41     | 16     |        |
| 2016-2017       | Almería          | SD              | 41         | 16         | CR              | 1               | 0               | -                  | -                  | -                  | -           | -           | -           | 42     | 16     |        |
| Totale Almería  | Totale Almería   | Totale Almería  | 84         | 31         |                 | 5               | 2               |                    | -                  | -                  |             | -           | -           | 89     | 33     |        |
| 2017-2018       | Osasuna          | SD              | 42         | 4          | CR              | 2               | 1               | -                  | -                  | -                  | -           | -           | -           | 44     | 5      |        |
| 2018-2019       | Deportivo        | SD              | 36+3       | 16+1       | CR              | 0               | 0               | -                  | -                  | -                  | -           | -           | -           | 39     | 17     |        |
| 2019-2020       | Eibar            | PD              |            |            | CR              |                 |                 | -                  | -                  | -                  | -           | -           | -           |        |        |        |
| Totale carriera | Totale carriera  | Totale carriera | 246+3      | 79+1       |                 | 10              | 3               |                    | -                  | -                  |             | -           | -           | 259    | 83     |        |